# Romeo Santos

Romeo Santos (2023)

Anthony „Romeo“ Santos (* 21. Juli 1981 in New York City) ist ein US-amerikanischer Latinsänger (vor allem Bachata), der als Mitglied der Band Aventura bekannt wurde.

## Biografie
Geboren und aufgewachsen ist Romeo Santos in der New Yorker Bronx als Sohn eines Dominikaners und einer Puerto-Ricanerin. In seiner Kindheit sang er im Kirchenchor und gründete dann mit seinem Cousin Henry Santos und den zwei Brüdern Lenny und Max Santos, die aus Puerto Rico stammen, die Latino-Boygroup Aventura. Hier muss jedoch erwähnt werden, dass sie zuerst „Los Tinellers“ hießen und sich erst später in die Band „Aventura“ umbenannten. Nachdem die Band 2011 beschloss, sich zu trennen, erschien im Mai 2011 die Solo-Single You – ganz im Sound von Aventura, somit begann er eine Solokarriere.
Sein erstes Soloalbum Formula: Vol. 1, das er zum größten Teil selbst geschrieben hat, erschien noch im selben Jahr und setzte sich an die Spitze der Latin-Charts in den USA und kam in die Top 10 der Billboard 200. Es erhielt eine Auszeichnung über 3× Platin. Mit den Songs You, Promise, Mi santa und La diabla brachte das Album vier Spitzenreiter in den Hot Latin Songs hervor. Außerdem waren im Album große Namen wie Drake, Usher und Nicki Minaj vertreten. Das Album erhielt eine Grammy-Nominierung in der Kategorie Tropical Latin.
Im Herbst 2013 erschien sein zweites Album Formula: Vol. 2. Vorab erreichte die Single Propuesta indecente erneut Platz 1 der Latincharts. Das Video zum Song hatte bei YouTube über 2 Milliarden Aufrufe (Stand Juni 2023). 2017 erschien dann sein Album „Golden“ in dem Romeo auch bekannte Latin-Sänger an Bord holte, unter anderem Carmin, in dem er zusammen mit dem dreifachen Grammy-Preisträger Juan Luis Guerra kollaborierte. Auch mit Ozuna, einem der bekanntesten Latin-Künstler, hat er dort einen Song, namens Sobredosis aufgenommen. 2019 folgte das Konzeptalbum Utopía, für das Santos Duette mit einigen der bekanntesten klassischen dominikanischen Bachata-Musiker aufnahm, darunter Frank Reyes (Payasos), El Chaval (Canalla), Luis Vargas (Los Últimos) und Monchy & Alexandra (Años Luz). Auch musikalisch nähert sich das Album wieder mehr dem original dominikanischen Bachata an. Im Februar 2022 veröffentlichte Santos den ersten Song Sus huellas aus dem nächsten Album Formula: Vol. 3. Dieses erschien am 1. September 2022, dem Geburtstag seines ältesten Sohnes Alex. Auf diesem wirkte u. a. der mehrfache Grammy-Preisträger Justin Timberlake mit (Lied: „Sin fin“).

## Diskografie

### Studioalben
| Jahr | Titel Musiklabel                      | Höchstplatzierung, Gesamtwochen, AuszeichnungChartplatzierungen (Jahr, Titel, Musiklabel, Platzierungen, Wochen, Auszeichnungen, Anmerkungen) | Höchstplatzierung, Gesamtwochen, AuszeichnungChartplatzierungen (Jahr, Titel, Musiklabel, Platzierungen, Wochen, Auszeichnungen, Anmerkungen) | Höchstplatzierung, Gesamtwochen, AuszeichnungChartplatzierungen (Jahr, Titel, Musiklabel, Platzierungen, Wochen, Auszeichnungen, Anmerkungen) | Höchstplatzierung, Gesamtwochen, AuszeichnungChartplatzierungen (Jahr, Titel, Musiklabel, Platzierungen, Wochen, Auszeichnungen, Anmerkungen) | Anmerkungen                             |
| Jahr | Titel Musiklabel                      | CH | US | Latin | ES | Anmerkungen                             |
| ---- | ------------------------------------- | --- | --- | --- | --- | --------------------------------------- |
| 2011 | Formula: Vol. 1 Sony Latin (Sony)     | — | US9 (23 Wo.)US | Latin1 ×5Diamant + Fünffachplatin · (353 Wo.)Latin                                                                                            | ES77 (3 Wo.)ES | Erstveröffentlichung: 8. November 2011  |
| 2012 | The King Stays King Sony Latin (Sony) | — | US65 (2 Wo.)US | Latin1 (53 Wo.)Latin | — | Erstveröffentlichung: 6. November 2012  |
| 2014 | Formula: Vol. 2 Sony Latin (Sony)     | CH46 (2 Wo.)CH | US5 (33 Wo.)US | Latin1 ×3Dreifachdiamant + Platin · (… Wo.)Latin                                                                                              | ES4 Gold · (101 Wo.)ES | Erstveröffentlichung: 25. Februar 2014  |
| 2017 | Golden Sony Latin (Sony)              | CH37 (1 Wo.)CH | US10 (7 Wo.)US | Latin1 ×4Diamant + Vierfachplatin · (243 Wo.)Latin                                                                                            | ES3 (16 Wo.)ES | Erstveröffentlichung: 21. Juli 2017     |
| 2019 | Utopía Sony Latin (Sony)              | CH25 (2 Wo.)CH | US18 (4 Wo.)US | Latin1 Diamant + Platin · (111 Wo.)Latin | ES10 (23 Wo.)ES | Erstveröffentlichung: 5. April 2019     |
| 2022 | Formula: Vol. 3 Sony Latin (Sony)     | CH12 (2 Wo.)CH | US10 (4 Wo.)US | Latin2 ×5Fünffachplatin · (67 Wo.)Latin | ES6 Gold · (102 Wo.)ES | Erstveröffentlichung: 1. September 2022 |

### Livealben
- 2012: The King Stays King: Sold Out at Madison Square Garden
- 2021: Utopía Live from MetLife Stadium

### Singles als Leadmusiker
| Jahr | Titel Album                          | Höchstplatzierung, Gesamtwochen, AuszeichnungChartplatzierungen (Jahr, Titel, Album, Platzierungen, Wochen, Auszeichnungen, Anmerkungen) | Höchstplatzierung, Gesamtwochen, AuszeichnungChartplatzierungen (Jahr, Titel, Album, Platzierungen, Wochen, Auszeichnungen, Anmerkungen) | Höchstplatzierung, Gesamtwochen, AuszeichnungChartplatzierungen (Jahr, Titel, Album, Platzierungen, Wochen, Auszeichnungen, Anmerkungen) | Höchstplatzierung, Gesamtwochen, AuszeichnungChartplatzierungen (Jahr, Titel, Album, Platzierungen, Wochen, Auszeichnungen, Anmerkungen) | Anmerkungen                                                           |
| Jahr | Titel Album                          | CH | US | Latin | ES | Anmerkungen                                                           |
| --- | ------------------------------------ | --- | --- | --- | --- | --------------------------------------------------------------------- |
| 2011 | You Formula: Vol. 1                  | — | US97 (1 Wo.)US | Latin1 ×5Fünffachplatin · (25 Wo.)Latin                                                                                                  | — | Erstveröffentlichung: 10. Mai 2011                                    |
| 2011 | Promise Formula: Vol. 1              | — | US83 (9 Wo.)US | Latin1 ×3×4Dreifachdiamant + Vierfachplatin · (31 Wo.)Latin                                                                              | ES— GoldES | Erstveröffentlichung: 1. September 2011 feat. Usher                   |
| 2012 | Mi santa Formula: Vol. 1             | — | — | Latin1 ×4Vierfachplatin · (20 Wo.)Latin                                                                                                  | ES— GoldES | Erstveröffentlichung: 24. Januar 2012 feat. Tomatito                  |
| 2012 | Rival Formula: Vol. 1                | — | — | Latin42 (5 Wo.)Latin | — | Erstveröffentlichung: 22. März 2012 feat. Mario Domm                  |
| 2012 | La diabla Formula: Vol. 1            | — | — | Latin1 ×3Dreifachplatin · (20 Wo.)Latin                                                                                                  | ES— GoldES | Erstveröffentlichung: 25. April 2012                                  |
| 2012 | Llevame contigo The King Stays King  | — | — | Latin2 ×3Diamant + Dreifachplatin · (41 Wo.)Latin                                                                                        | ES— PlatinES | Erstveröffentlichung: 20. August 2012                                 |
| 2013 | Propuesta indecente Formula: Vol. 2  | — | US79 (7 Wo.)US | Latin1 ×6×5Sechsfachdiamant + Fünffachplatin · (125 Wo.)Latin                                                                            | ES13 ×6×2Sechsfachplatin + Doppelplatin (Streaming) · (98 Wo.)ES                                                                         | Erstveröffentlichung: 30. Juli 2013                                   |
| 2014 | Odio Formula: Vol. 2                 | — | US45 (11 Wo.)US | Latin1 ×3×4Dreifachdiamant + Vierfachplatin · (52 Wo.)Latin                                                                              | ES24 Platin + Gold (Streaming) · (1 Wo.)ES                                                                                               | Erstveröffentlichung: 28. Januar 2014 feat. Drake                     |
| 2014 | Cancioncitas de amor Formula: Vol. 2 | — | — | Latin9 ×6Diamant + Sechsfachplatin · (26 Wo.)Latin                                                                                       | ES27 Platin · (1 Wo.)ES | Erstveröffentlichung: 11. Februar 2014                                |
| 2014 | Eres mia Formula: Vol. 2             | — | — | Latin2 ×3×9Dreifachdiamant + Neunfachplatin · (51 Wo.)Latin                                                                              | ES84 ×3Dreifachplatin · (13 Wo.)ES | Erstveröffentlichung: 26. Juni 2014                                   |
| 2014 | Yo también Formula: Vol. 2           | — | — | Latin4 ×9Diamant + Neunfachplatin · (38 Wo.)Latin                                                                                        | ES— PlatinES | Erstveröffentlichung: 10. November 2014 feat. Marc Anthony            |
| 2017 | Héroe Favorito Golden                | — | US77 (1 Wo.)US | Latin2 ×5Fünffachplatin · (22 Wo.)Latin                                                                                                  | ES— GoldES | Erstveröffentlichung: 10. Februar 2017                                |
| 2017 | Imitadora Golden                     | — | US91 (1 Wo.)US | Latin5 ×7Siebenfachplatin · (26 Wo.)Latin                                                                                                | ES73 ×2Doppelplatin · (5 Wo.)ES | Erstveröffentlichung: 23. Juni 2017                                   |
| 2017 | Bella y sensual Golden               | — | US95 (1 Wo.)US | Latin6 ×6Sechsfachplatin · (26 Wo.)Latin                                                                                                 | ES30 ×3Dreifachplatin · (37 Wo.)ES | Erstveröffentlichung: 27. Oktober 2017 feat. Nicky Jam & Daddy Yankee |
| 2018 | Centavito Golden                     | — | — | Latin20 (17 Wo.)Latin | — | Erstveröffentlichung: 20. Juli 2018                                   |
| 2018 | Ella quiere beber (Remix) –          | — | US61 (20 Wo.)US | Latin4 Platin · (46 Wo.)Latin | ES7 ×5Fünffachplatin · (37 Wo.)ES | Erstveröffentlichung: 2. November 2018 mit Anuel AA                   |
| 2019 | La mejor version de mi (Remix) –     | — | — | Latin10 ×6Sechsfachplatin · (23 Wo.)Latin                                                                                                | ES89 ×2Doppelplatin · (1 Wo.)ES | Erstveröffentlichung: 11. Februar 2019 mit Natti Natasha              |
| 2019 | La demanda Utopía                    | — | — | Latin37 (15 Wo.)Latin | — | Erstveröffentlichung: 11. April 2019                                  |
| 2019 | Payasos Utopía                       | — | — | Latin32 (1 Wo.)Latin | — | Erstveröffentlichung: 23. Mai 2019 feat. Frank Reyes                  |
| 2019 | Canalla Utopía                       | — | — | Latin26 (20 Wo.)Latin | ES— GoldES | Erstveröffentlichung: 28. Juni 2019 feat. El Chaval de La Bachata     |
| 2019 | Me quedo Utopía                      | — | — | Latin34 (16 Wo.)Latin | — | Erstveröffentlichung: 2. August 2019 feat. Zacarias Ferreira          |
| 2019 | El beso que no le di Utopía          | — | — | Latin34 (16 Wo.)Latin | — | Erstveröffentlichung: 29. August 2019 feat. Kiko Rodriguez            |
| 2022 | Sus huellas Formula: Vol. 3          | — | — | Latin10 ×6Sechsfachplatin · (20 Wo.)Latin                                                                                                | ES100 Gold · (1 Wo.)ES | Erstveröffentlichung: 14. Februar 2022                                |
| 2022 | El pañuelo Formula: Vol. 3           | CH93 (1 Wo.)CH | — | Latin20 ×3Dreifachplatin · (19 Wo.)Latin                                                                                                 | ES7 ×2Doppelplatin · (19 Wo.)ES | Erstveröffentlichung: 30. August 2022 feat. Rosalía                   |
| 2022 | Sin fin Formula: Vol. 3              | — | US100 (1 Wo.)US | Latin15 ×3Dreifachplatin · (18 Wo.)Latin                                                                                                 | ES— GoldES | Erstveröffentlichung: 30. August 2022 feat. Justin Timberlake         |
| 2024 | Angel –                              | — | — | Latin23 (20 Wo.)Latin | — | Erstveröffentlichung: 25. Juli 2024 mit Grupo Frontera                |
| Folgende Lieder erschienen nicht als Single, wurden aber durch das Album zum Download und Streaming bereitgestellt und konnten somit eine Platzierung erlangen: |                                      | | | | |                                                                       |
| |                                      | | | | |                                                                       |
| 2013 | Que se mueran Formula: Vol. 1        | — | — | Latin29 (11 Wo.)Latin | — | Charteinstieg: 2. März 2013                                           |
| 2013 | Soberbio Formula: Vol. 1             | — | — | Latin44 (6 Wo.)Latin | — | Charteinstieg: 2. März 2013                                           |
| 2013 | Debate de 4 Formula: Vol. 1          | — | — | Latin23 (20 Wo.)Latin | ES— GoldES | Charteinstieg: 1. Dezember 2013 feat. Antony Santos & Luis Vargas     |
| 2014 | Animales Formula: Vol. 2             | — | — | Latin45 (1 Wo.)Latin | — | Charteinstieg: 15. März 2014 feat. Nicki Minaj                        |
| 2014 | Necio Formula: Vol. 2                | — | — | Latin31 ×3Dreifachplatin · (18 Wo.)Latin                                                                                                 | ES— PlatinES | Charteinstieg: 12. April 2014 feat. Carlos Santana                    |
| 2014 | No tiene la culpa Formula: Vol. 2    | — | — | Latin49 (1 Wo.)Latin | — | Charteinstieg: 2. August 2014                                         |
| 2015 | Hilito Formula: Vol. 2               | — | — | Latin4 ×4Vierfachplatin · (46 Wo.)Latin                                                                                                  | ES— PlatinES | Charteinstieg: 3. Januar 2015                                         |
| 2015 | 7 dias Formula: Vol. 2               | — | — | Latin32 (20 Wo.)Latin | ES— GoldES | Charteinstieg: 10. Januar 2015                                        |
| 2015 | Inocente Formula: Vol. 2             | — | — | Latin23 (21 Wo.)Latin | ES— GoldES | Charteinstieg: 31. Januar 2015                                        |
| 2015 | Amigo Formula: Vol. 2                | — | — | Latin30 (21 Wo.)Latin | ES— GoldES | Charteinstieg: 31. Januar 2015                                        |
| 2017 | Sobredosis Golden                    | — | — | Latin13 (26 Wo.)Latin | ES— ×2DoppelplatinES | Videoauskopplung: 14. Februar 2018 feat. Ozuna                        |
| 2017 | Tuyo Golden                          | — | — | Latin36 (2 Wo.)Latin | — | Charteinstieg: 12. August 2017                                        |
| 2017 | Perjurio Golden                      | — | — | Latin47 (1 Wo.)Latin | — | Charteinstieg: 12. August 2017                                        |
| 2022 | Bebo Formula: Vol. 3                 | — | — | Latin41 ×4Vierfachplatin · (1 Wo.)Latin                                                                                                  | — | Charteinstieg: 17. September 2022                                     |
| 2022 | Me Extraño Formula: Vol. 3           | — | — | Latin46 ×3Dreifachplatin · (1 Wo.)Latin                                                                                                  | — | Charteinstieg: 17. September 2022 mit Christian Nodal                 |
| 2023 | Solo Conmigo Formula: Vol. 3         | — | — | Latin40 ×4Vierfachplatin · (5 Wo.)Latin                                                                                                  | ES— GoldES | Charteinstieg: 25. Februar 2023                                       |

### Singles als Gastmusiker
| Jahr | Titel Album                                        | Höchstplatzierung, Gesamtwochen, AuszeichnungChartplatzierungen (Jahr, Titel, Album, Platzierungen, Wochen, Auszeichnungen, Anmerkungen) | Höchstplatzierung, Gesamtwochen, AuszeichnungChartplatzierungen (Jahr, Titel, Album, Platzierungen, Wochen, Auszeichnungen, Anmerkungen) | Höchstplatzierung, Gesamtwochen, AuszeichnungChartplatzierungen (Jahr, Titel, Album, Platzierungen, Wochen, Auszeichnungen, Anmerkungen) | Höchstplatzierung, Gesamtwochen, AuszeichnungChartplatzierungen (Jahr, Titel, Album, Platzierungen, Wochen, Auszeichnungen, Anmerkungen) | Anmerkungen                                                               |
| Jahr | Titel Album                                        | CH | US | Latin | ES | Anmerkungen                                                               |
| --- | -------------------------------------------------- | --- | --- | --- | --- | ------------------------------------------------------------------------- |
| 2013 | Frio, frio A Son de Guerra Tour                    | — | — | Latin16 (20 Wo.)Latin | — | Erstveröffentlichung: 8. März 2013 Juan Luis Guerra feat. Romeo Santos    |
| 2013 | Loco Sex + Love                                    | — | US80 (4 Wo.)US | Latin1 (29 Wo.)Latin | ES1 ×2Doppelplatin · (79 Wo.)ES | Erstveröffentlichung: 24. August 2013 Enrique Iglesias feat. Romeo Santos |
| 2018 | El farsante (Remix) Odisea                         | — | US49 (20 Wo.)US | Latin2 (52 Wo.)Latin | — | Erstveröffentlichung: 30. Januar 2018 Ozuna feat. Romeo Santos            |
| 2019 | Aullando Los Campeones del Pueblo: The Big Leagues | — | — | Latin10 ×2Doppeldiamant + Doppelplatin · (26 Wo.)Latin                                                                                   | ES24 ×2Doppelplatin · (24 Wo.)ES | Erstveröffentlichung: 14. Februar 2019 Wisin & Yandel feat. Romeo Santos  |
| 2021 | Fan de tus fotos Infinity                          | — | — | Latin11 (20 Wo.)Latin | ES32 Platin · (19 Wo.)ES | Erstveröffentlichung: 8. Februar 2021 Nicky Jam feat. Romeo Santos        |
| 2023 | X si volvemos Mañana será bonito                   | CH74 (3 Wo.)CH | US48 (6 Wo.)US | Latin4 Gold · (20 Wo.)Latin | ES9 ×3Dreifachplatin · (24 Wo.)ES | Erstveröffentlichung: 2. Februar 2023 Karol G feat. Romeo Santos          |
| Folgende Lieder erschienen nicht als Single, wurden aber durch das Album zum Download und Streaming bereitgestellt und konnten somit eine Platzierung erlangen: |                                                    | | | | |                                                                           |
| |                                                    | | | | |                                                                           |
| 2018 | Ibiza Aura                                         | — | — | Latin13 (20 Wo.)Latin | ES7 ×3Dreifachplatin · (35 Wo.)ES | Ozuna feat. Romeo Santos                                                  |
| 2024 | Khe? Cosa nuestra                                  | — | US60 (10 Wo.)US | Latin3 (26 Wo.)Latin | ES8 Platin · (… Wo.)ES | Charteinstieg: 25. November 2024 Rauw Alejandro feat. Romeo Santos        |

## Auszeichnungen für Musikverkäufe
| Goldene Schallplatte - Argentinien - 2017: für die Single Bella y Sensual - Brasilien - 2022: für die Single Propuesta indecente - 2024: für die Single X si volvemos - Frankreich - 2024: für die Single Imitadora - 2025: für das Album Golden - Italien - 2017: für die Single Eres mia - 2019: für die Single Bella y sensual - 2019: für die Single Ibiza - 2019: für die Single Aullando - 2021: für das Lied Sobredosis - 2023: für das Album Formula: Vol. 2 - 2023: für die Single Imitadora - Kanada - 2020: für die Single Bella y sensual - 2025: für die Single X si volvemos - Mexiko - 2014: für das Album The King Stays King - 2022: für die Single Fan de tus fotos - 2022: für das Lied Debate de 4 - 2023: für die Single El beso que no le di - 2023: für das Album Utopía - 2024: für die Single Sus huellas - 2025: für das Album Formula: Vol. 3 - 2025: für das Lied Solo Conmigo - 2025: für die Single El pañuelo - Vereinigte Staaten - 2023: für das Lied Ciudadana (Latin) - 2023: für das Lied Culpable (Latin) - 2023: für das Lied La Última Vez (Latin) - 2023: für das Lied Mar (Latin) - 2023: für das Lied Nirvana (Latin) - 2023: für das Lied R.I.P. (Latin) - 2023: für das Lied Sexo Con Ropa (Latin) | Platin-Schallplatte - Italien - 2017: für die Single Propuesta indecente - 2021: für die Single Ella quiere beber - Mexiko - 2024: für das Lied Soberbio - 2024: für die Single Angel - 2025: für das Lied Khe? - 2025: für die Single Propuesta indecente - Spanien - 2024: für das Lied Siri - Venezuela - 2014: für das Album Formula: Vol. 2 - Vereinigte Staaten - 2023: für das Lied 15,500 Noches (Latin) - 2023: für das Lied Ayúdame (Latin) - 2023: für das Lied Boomerang (Latin) - 2023: für das Lied Mar (Latin) - 2023: für das Lied Suegra (Latin) 3× Goldene Schallplatte - Mexiko - 2024: für die Single Aullando - 2025: für das Lied Me Extraño - 2025: für die Single Héroe Favorito - 2025: für das Lied La Bella y la Bestia - 2025: für die Single You - 2025: für das Lied Sobredosis 2× Platin-Schallplatte - Mexiko - 2024: für die Single Rival - 2024: für die Single Bella y sensual - 2025: für das Lied Que se mueran 5× Goldene Schallplatte - Mexiko - 2024: für die Single Promise - 2024: für das Album Formula: Vol. 2 - 2025: für die Single Eres mia | 3× Platin-Schallplatte - Chile - 2017: für die Single Bella y Sensual - Mexiko - 2024: für das Album Golden - Vereinigte Staaten - 2023: für das Lied Siri (Latin) - Zentralamerika - 2025: für das Lied Khe? 7× Goldene Schallplatte - Mexiko - 2025: für die Single Mi santa - 2025: für das Album Formula: Vol. 1 - 2025: für die Single Imitadora 4× Platin-Schallplatte - Mexiko - 2025: für die Single La diabla - 2025: für die Single Llevame contigo Diamantene Schallplatte - Mexiko - 2024: für die Single Aullando - 2024: für das Album Formula: Vol. 2 - 2024: für die Single Bella y sensual - 2025: für die Single Yo también - 2025: für die Single Imitadora - 2025: für das Lied Sobredosis 2× Diamantene Schallplatte - Mexiko - 2025: für die Single Eres mia 3× Diamantene Schallplatte - Mexiko - 2025: für die Single Propuesta indecente |

Anmerkung: Auszeichnungen in Ländern aus den Charttabellen bzw. Chartboxen sind in ebendiesen zu finden.
| Land/RegionAuszeichnungen für Musikverkäufe (Land/Region, Auszeichnungen, Verkäufe, Quellen) | Gold       | Platin         | Diamant       | Verkäufe   | Quellen                 |
| -------------------------------------------------------------------------------------------- | ---------- | -------------- | ------------- | ---------- | ----------------------- |
| Argentinien (CAPIF)                                                                          | Gold1      | —              | —             | 10.000     | Einzelnachweise         |
| Brasilien (PMB)                                                                              | 2× Gold2   | —              | —             | 40.000     | pro-musicabr.org.br     |
| Chile (IFPI)                                                                                 | —          | 3× Platin3     | —             | 360.000    | Einzelnachweise         |
| Frankreich (SNEP)                                                                            | Gold1      | —              | —             | 100.000    | snepmusique.com         |
| Italien (FIMI)                                                                               | 8× Gold8   | 2× Platin2     | —             | 355.000    | fimi.it                 |
| Kanada (MC)                                                                                  | 2× Gold2   | —              | —             | 80.000     | musiccanada.com         |
| Mexiko (AMPROFON)                                                                            | 21× Gold21 | 42× Platin42   | 11× Diamant11 | 6.900.000  | amprofon.com.mx         |
| Spanien (Promusicae)                                                                         | 15× Gold15 | 46× Platin46   | —             | 2.980.000  | elportaldemusica.es ES5 |
| Venezuela (APFV)                                                                             | —          | Platin1        | —             | 10.000     | Einzelnachweise         |
| Vereinigte Staaten (RIAA)                                                                    | 8× Gold8   | 133× Platin133 | 26× Diamant26 | 23.820.000 | riaa.com                |
| Zentralamerika (CFC)                                                                         | —          | 3× Platin3     | —             | 210.000    | cfc-musica.com          |
| Insgesamt                                                                                    | 58× Gold58 | 230× Platin230 | 37× Diamant37 |            |                         |